# Dogma (estudio)
Dogma es un estudio de cine pornográfico japonés.

## Historia
El sello Dogma se formó como parte del grupo Soft On Demand (SOD) en febrero de 2001 de la mano de Tohjiro, director de SOD. Un año después, Tohjiro separó Dogma de SOD para convertirse en productor "independiente" de material audiovisual. Tohjiro dijo que le gustaba cómo sonaba la palabra "Dogma" y decidió utilizarla para su sello. El estudio produce unos 8 títulos nuevos al mes, aproximadamente la mitad de ellos dirigidos por el propio Tohjiro. Los productos de la empresa se distribuyen como vídeos descargables a través de su sitio web y como DVD a través de Hokuto Corporation. Además de la producción de vídeos, Dogma también ha hecho una pequeña incursión en el negocio de las camisetas con algunos diseños de la AV Idol Kurumi Morishita.
Dogma está constituida como OM Production, Inc. (株式会社オムプロダクション) con Muneyuki Mikami (三上宗之) como presidente y director ejecutivo. La empresa tiene sus oficinas y estudios en el distrito tokiota de Roppongi, en el barrio de Minato.

### Series y sellos
Dogma está especializada en vídeos extremos de diversos géneros fetichistas, como sexo anal, bondage, sadomasoquismo, felaciones y vómitos forzados, enemas, lluvia dorada y scat. Una de las series más longevas de Dogma es Confinement Chair Trance (拘束椅子トランス), dirigida por Tohjiro, que comenzó en noviembre de 2002. Otra serie de Tohjiro es la sadomasoquista M-Drug (Mドラッグ), que comenzó en septiembre de 2005 con Mayura Hoshitsuki. Tohjiro también es el director de la serie de género lolita Innocent Desire (青い性欲) que se estrenó en marzo de 2001, cuando Dogma aún formaba parte de SOD. Otra serie extensa es el conjunto de vídeos Hermafrodita (ふたなり) dirigido por Hitoshi Nimura.
La mayoría de los vídeos de Dogma se han publicado bajo el sello homónimo, pero Tohjiro instituyó un sello independiente de temática hardcore sadomasoquista, CORE SM, en diciembre de 2005, cuyo primer lanzamiento fue Maki Tomoda - Bound Masochistic Slave. Otro sello, Shyness, se creó en noviembre de 2007 para continuar con la serie de género lolita Innocent Desire y un tercer sello, Dogma Out, fue utilizado en 2005 y 2006 principalmente por el director Baba the Babee.

## Premios D-1 Climax
Dogma patrocinó los premios D-1 Climax, que se celebraron de 2005 a 2007, como un concurso para directores. Se invitó a varios directores destacados de Dogma y otras empresas a realizar vídeos bajo el sello Dogma y se utilizaron las ventas durante un periodo determinado más las votaciones de los jueces para determinar los ganadores del concurso. El director y fundador Tohjiro ganó el premio en 2005 y 2006, pero Hitoshi Nimura se hizo con el galardón en 2007.

## AV Grand Prix
Dogma no había participado en los concursos AV Open de 2006 y 2007, pero con la finalización de los D-1 Climax Awards, Dogma sí presentó un vídeo en el Maniac Stage del AV GrandPrix de 2008, una recopilación de la serie M-Drug de Tohjiro Best of M Drug - Female Meat Toilet (Mドラッグ・スペシャル 女体肉便器ベスト). Para la competición AV GrandPrix de 2009, la entrada Dogma fue otra producción de Tohjiro, Vomit Enema Ecstasy X (ゲロ浣腸エクスタシー Ｘ) protagonizada por Mayura Hoshitsuki y Elly Akira. Tohjiro causó sensación al declarar la guerra sin cuartel a la pequeña productora "indie" Dogma para derrotar al campeón del año pasado, el estudio S1 No. 1 Style. Aunque S1 se llevó el primer premio del GrandPrix y varios más, Tohjiro cumplió parte de su alarde: el vídeo de Dogma ganó el premio a las ventas digitales y los 2 millones de yenes (unos 20 000 dólares) del premio.

## Actrices
Algunas AV Idols que han actuado para Dogma han sido:
- Hotaru Akane
- Nao Ayukawa
- Ai Himeno
- Hikari Hino
- Marin Izumi
- Kyōko Kazama
- Yumi Kazama
- Saya Misaki
- Akane Mochida
- Elly Akira
- Nozomi Momoi
- Ami Nishimura
- Noa
- Maria Ozawa
- Riko Tachibana
- Maki Tomoda
- Tsubomi
- Aoi Yuuki